# Gymnuromys roberti
Gymnuromys roberti é uma espécie de roedor da família Nesomyidae.
Apenas pode ser encontrada em Madagáscar.
Os seus habitats naturais são: florestas secas tropicais ou subtropicais .